# Unkana taiwanella
Unkana taiwanella är en insektsart som beskrevs av Matsumura 1935. Unkana taiwanella ingår i släktet Unkana och familjen sporrstritar. Inga underarter finns listade i Catalogue of Life.